# Hemibrycon taeniurus
Hemibrycon taeniurus är en fiskart som först beskrevs av Gill, 1858.  Hemibrycon taeniurus ingår i släktet Hemibrycon och familjen Characidae. Inga underarter finns listade i Catalogue of Life.